# James Henderson (clérigo)
James Henderson, DD, foi arquidiácono de Northumberland de 1905 a 1917.
Nascido numa família de médicos em Berwick-upon-Tweed em setembro de 1840, Henderson foi educado na University College, Durham e ordenado em 1863. Depois de curadoria em Newcastle e Hurworth-on-Tees (Darlington), ocupou atribuições em Ancroft (Northumberland), Shadforth (Durham) e Wallsend (Tyne and Wear) antes da sua nomeação como arquidiácono.
Hamilton morreu em 21 de abril de 1935.